# Salah Mzali
Pour les articles homonymes, voir Famille Mzali.
Salah Mzali, né le 29 novembre 1983 à Monastir, est un footballeur tunisien.
Il est formé à l'Union sportive monastirienne avant de partir à l'Espérance sportive de Tunis en janvier 2008. En 2009, il se retrouve sans club jusqu'en juin 2010 où il revient à son club d'origine.

## Clubs
- avant janvier 2008 : Union sportive monastirienne
- janvier 2008-août 2010 : Espérance sportive de Tunis
- août 2010-janvier 2011 : Union sportive monastirienne

## Palmarès
- Coupe nord-africaine des vainqueurs de coupe : 2009
- Ligue des champions arabes : 2009
- Championnat de Tunisie : 2009
- Coupe de Tunisie : 2008